# 功德林·威萨坚赞

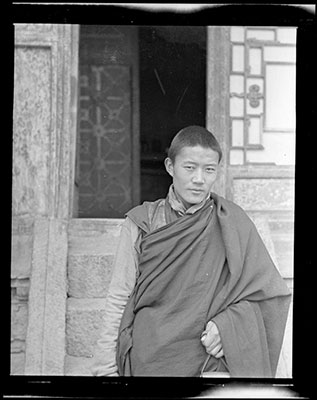
功德林札萨威萨坚赞

功德林·威萨坚赞（藏語：ཀུན་བདེ་གླིང་འོད་ཟེར་རྒྱལ་མཚན，威利转写：kun bde gling 'od zer rgyal mtshan；1915年—2001年）藏族，籍贯不详，功德林札萨。

## 生平
札萨是摄政活佛的管家（又称总管），享四品僧官衔，一般作为活佛的代言人及高级助手。1953年，中国人民解放军第十八军领导人在拉萨拜访功德林札萨威萨坚赞时，“亲眼见他在住宅卧室中盘腿高坐在厚厚的垫子上喝酥油茶，而佣人们则双膝跪在地上使劲用抹布蘸上青油擦拭地面，将室内的阿嘎土地面擦得发光透亮。”
1956年西藏自治区筹备委员会成立后，威萨坚赞任委员。1956年冬，随达赖喇嘛赴印度参加释迦牟尼诞生二千五百周年纪念活动，在印度期间同夏格巴等人来往，主张“西藏独立”。1957年归国后，同帕拉、朗色林等人组织“官员代表会议”。1959年藏区骚乱中，任拉萨的“叛军”总司令，同年被撤销西藏自治区筹备委员会委员职务。失敗後，出奔達蘭薩拉。2001年病逝。